# Центральный район (Ижевск)
Центральный (Центр) — жилой район в центре Ижевска. Расположен на территории трёх административных районов города: Октябрьского, Первомайского и Индустриального.
Центр Ижевска занимает важное место в жизни города и всей республики. Здесь сосредоточены большинство органов государственной власти Удмуртии, учреждений науки, культуры и спорта, рекреационных зон, памятников и достопримечательностей.

## Расположение и границы
Центральный жилой район расположен в географическом центре Ижевска, на левом берегу пруда и реки Иж. Включает в себя почти весь исторический центр города.
Северная граница района проходит по улице Кирова, восточная — по реке Карлутке, южная — по проезду Орджоникидзе и улице Карла Либкнехта, западная — по реке Иж, набережной Ижевского пруда и реке Подборенке.
На северо-западе район граничит с Северо-Западным жилым районом, на севере — с жилым районом Север, на востоке — с районами Культбаза, Карлутский и Ипподромный, на юге — с Южным жилым районом, на юго-западе — с Центральным промышленным районом.

## История
Застройка Ижевска началась в 60-е гг. XVIII века рядом с плотиной заводского пруда. Первые жилые дома посёлка появились на юго-западной окраине современного Центрального жилого района — в районе улиц Свердлова, Милиционной и М. Горького.
Формирование архитектурного облика исторического центра началось в первой половине XIX века: в 1815 году на правом берегу реки Иж был построен главный корпус оружейного завода, а в 1823 году на левом берегу — Александро-Невский собор. Оба здания, спроектированные архитектором С. Е. Дудиным, стали доминантами центра заводского селения, а площадь перед собором надолго закрепила за собой статус главной площади Ижевска. Сегодня на месте этой площади расположены здание Русского драмтеатра и небольшая площадь Оружейников.
К концу XIX века жилая застройка заняла почти всю территорию Центрального района.
После получения в 1918 году статуса города архитектурный облик центра Ижевска начал меняться. В 20-е годы началась застройка Михайловской площади перед собором А. Невского. В 30-е годы оставшейся части площади было присвоено имя одного из первых председателей Ижевского совета рабочих и крестьянских депутатов Ивана Пастухова. Тогда же на площади ему был поставлен памятник.
В этот же период возрастает значение Красной площади, располагавшейся к северо-востоку от площади Пастухова, у Михайловского собора. Открытый здесь в 1922 году обелиск памяти жертв революции и гражданской войны становится центром проведения политических митингов и демонстраций. Согласно довоенным планам именно Красная площадь должна была стать новым центром Ижевска. Однако после окончания Великой Отечественной войны это решение было пересмотрено.
Согласно принятому в 50-е годы генеральному плану новый центр Ижевска решено было перенести на северо-восток от Красной площади, на улицу Пушкинскую.
В 60-70-е годы формируется архитектурный ансамбль новой площади, получившей имя Центральная. В этот же период обустраивается и соседняя Карлутская площадь, на которой в 1967 году был открыт Монумент боевой и трудовой славы и зажжён вечный огонь.
Таким образом, к концу XX столетия в Ижевске оформились два центра: «старый центр» — исторический квартал вокруг Александро-Невского собора и «новый центр» — Центральная и Карлутская площади, эспланада.
Из-за отсутствия фиксированного, точечного центра города в Ижевске под центром часто понимают достаточно большой район, очерченный улицами Горького, Карла Либкнехта, Удмуртская и Кирова. Этот «Большой Центр» и был официально оформлен в качестве жилого района Центральный.
В истории развития Ижевска прослеживается тенденция постепенного расширения и смещения центра города на север.

## Органы власти
На территории Центрального района расположены высшие органы исполнительной и законодательной власти Удмуртии: Дом Правительства, резиденция главы Удмуртии, здание парламента (Государственный Совет УР).
В центре Ижевска находятся 12 из 17 министерств Удмуртской Республики.
Также в Центральном жилом районе расположены 7 управлений Администрации Ижевска, Администрация Первомайского района Ижевска, Первомайский и Устиновский районные суды и Арбитражный суд УР.

## Экономика

### Промышленность
В центре Ижевска расположены ряд крупных промышленных предприятий города:
- Ижевский мотозавод «Аксион-Холдинг»
- Ижевский радиозавод
- Ижевский хлебозавод № 1

### Торговля
На территории района расположено большое число магазинов, супермаркетов, предприятий общественного питания. В центре города размещены супермаркеты всех основных розничных сетей Ижевска (местных и федеральных): «Магнит», «Пятёрочка», «FixPrice», «Ижтрейдинг», «Вкусный дом», «Гастроном». Работают многочисленные торговые центры, наиболее крупные из которых «Аврора-парк», «Сигма», «Европа», «Аксион», ЦУМ, «Леон», «Прикамье».

## Социальная сфера

### Образование
В центре Ижевска расположены 2 из 5 государственных вуза Удмуртии: Удмуртский государственный университет (УдГУ) и Ижевская государственная медицинская академия (ИГМА).
Также профессиональную подготовку осуществляют 3 колледжа: Ижевский промышленно-экономический колледж (ИПЭК), Ижевский медицинский колледж имени Героя Советского Союза Ф. А. Пушиной и Республиканский музыкальный колледж.
На территории Центрального района расположены 15 школ, в том числе 3 лицея (№ 25, 30, 82) и 2 гимназии (№ 24 и 56). Работают 33 дошкольных образовательных учреждения (детских сада).

### Здравоохранение
В центре Ижевска сконцентрированы большое число медицинских и профилактических учреждений. Здесь расположены городские больницы № 2 и 5, детские больницы № 5, 7 и несколько корпусов Республиканской детской клинической больницы. Приём населения ведут городские поликлиники № 1, 4, 7, две поликлиники городской больницы № 1, а также детские поликлиники № 1, 2, 3.
На территории Центрального района также расположены несколько стоматологических клиник, Республиканский врачебно-физкультурный диспансер, центр медицинской профилактики и травмпункт.

### Культура
Музеи:
- Национальный музей Удмуртской Республики имени Кузебая Герда
- Музей-квартира Г. Д. Красильникова
- Музейно-выставочный комплекс стрелкового оружия имени М. Т. Калашникова
- Музей Ижмаш
- Музей города Ижевска
- Выставочный центр «Галерея»

Театры:
- Государственный театр оперы и балета
- Государственный русский драматический театр
- Государственный национальный театр Удмуртской Республики
- Государственный театр кукол

Культурно-досуговые учреждения:
- Государственный цирк Удмуртии
- Удмуртская государственная филармония
- Дворец культуры «Аксион»
- Дворец культуры «Металлург»

Библиотеки:
- Национальная библиотека Удмуртской Республики
- Удмуртская республиканская библиотека для детей и юношества
- Удмуртская республиканская библиотека для слепых
- Научная библиотека УдГУ
- Центральная муниципальная библиотека имени Н. А. Некрасова
- Центральная муниципальная детская библиотека имени М. Горького
- Библиотека-филиал имени И. А. Крылова
- Библиотека-филиал имени И. Д. Пастухова

В центре города работают 3 детских школы искусств.

### Спорт
В Центральном жилом районе сосредоточены крупнейшие спортивные объекты города:
- Центральный Республиканский стадион
- стадион «Динамо»
- Ледовый дворец «Ижсталь»
- Дворец спорта
- Легкоатлетический манеж
- спорткомплекс «Металлист»
- Физкультурно-оздоровительный комплекс «Аксион»
- Физкультурно-оздоровительный центр «Импульс»

## Транспорт
В центре Ижевска сходятся большинство маршрутов всех видов городского общественного транспорта. Остановочные комплексы «Центр», расположенные возле Александро-Невского собора образуют один из крупнейших транспортно-пересадочных узлов удмуртской столицы. Здесь сходятся 17 автобусных, 8 трамвайных и 4 троллейбусных маршрута.
Значительную часть пригородных и междугородних автобусных маршрутов обслуживает расположенный рядом с Сенной площадью Центральный автовокзал.

### Автобус
Движение автобусов осуществляется по улицам Максима Горького, Кирова, Карла Либкнехта, Удмуртская, Пушкинская, Карла Маркса, Красная, Красноармейская, Свердлова, Советская, Ленина, Воровского и Орджоникидзе.
Через Центральный жилой район проходят все городские автобусные маршруты кроме маршрутов № 16, 18, 21, 23, 29 и 31.
Также через центр Ижевска следуют все маршрутные такси, кроме маршруток № 49 и 71.

### Троллейбус
Движение троллейбусов осуществляется по улицам Максима Горького, Кирова, Карла Либкнехта, Удмуртская, Воровского, Советская, Пушкинская, Красная, Ленина, Карла Маркса.
Через Центральный жилой район проходят все троллейбусные маршруты города. Лишь в 1993—2009 гг. существовал троллейбусный маршрут выходного дня № 11, который не следовал через центр.

### Трамвай
Через Центральный жилой район проходят все трамвайные маршруты. Трамвайные пути проложены по улицам Карла Маркса, Ленина, Кирова, Орджоникидзе, Пастухова и Вадима Сивкова.
За исключением улицы Ленина все пути отделены от проезжей части. Это обстоятельство делает трамвай самым надёжным видом общественного транспорта в условиях возрастающей транспортной нагрузки на центр города.